# Fabián Canobbio
Néstor Fabián Canobbio Bentaberry, mais conhecido como Fabián Canobbio (Montevidéu, 8 de março de 1980), é um ex-futebolista uruguaio que atuava como meio-campista.

## Carreira
Canobbio iniciou a carreira profissional no Progreso em 1997, aos 17 anos. Seu desempenho pelos Gauchos del Pantanoso chamou a atenção do tradicional Peñarol, que o contratou em 2001. Pelos Carboneros, jogou 73 partidas e marcou 26 gols entre 2001 e 2003. Neste ano, iniciaria uma longa trajetória no futebol espanhol ao assinar com o Valencia para substituir o argentino Kily González, recém-negociado com a Inter de Milão. Canobbio, que ganhou o apelido de La Lámpara ("A Lâmpada") depois de uma declaração do técnico Rafael Benítez ("Eu peço uma mesa e eles me trazem uma lâmpada"), atuou em apenas 11 jogos pelos Ches.
Sua melhor fase em território espanhol foi no Celta de Vigo, que o contratara por empréstimo em 2004 e o comprou em definitivo no ano seguinte. Foram, no total, 131 partidas e 29 gols marcados. Jogaria ainda 2 temporadas pelo Valladolid e outra no Larissa. Depois de ficar sem salário por 5 meses antes de voltar ao Uruguai em 2011, para defender o Fénix, onde participou de apenas 5 jogos.
Ainda em 2011 e em boa parte de 2012, despertou o interesse de equipes brasileiras, dentre elas o Atlético Goianiense, mas o negócio não foi adiante. Canobbio regressaria ao Progreso, o primeiro clube de sua carreira, atuando em 12 partidas. Ele ainda passou 2 temporadas no Danubio. Nos Franjas, o meio-campista chegou a ficar afastado por vários meses devido a uma tendinite crônica. Em 2015, aos 35 anos, Canobbio decidiu se aposentar.

## Seleção Uruguaia
La Lámpara atuou pela Seleção Uruguaia em 10 oportunidades, sendo a maioria delas no auge de sua carreira, quando jogava pelo Celta de Vigo. Participou de um jogo das eliminatórias sul-americanas para a Copa de 2002 contra a Colômbia, porém não foi convocado para o torneio. Integrou a equipe que ficou na quarta posição da Copa América de 2007, seu único torneio disputado pela equipe principal da Celeste Olímpica.

## Pós-aposentadoria
Em janeiro de 2017, Canobbio foi eleito o novo presidente do Progreso, sendo o primeiro ex-jogador da equipe a assumir o cargo.

## Títulos
Peñarol
- Campeonato Uruguaio: 2003

Valencia
- Campeonato Espanhol: 2003–04
- Copa da UEFA: 2003–04